# Ora iQ
Ora iQ — компактный электромобиль, выпускавшийся с 2018 по 2020 год китайским автопроизводителем Great Wall Motors под брендом Ora.

## История
В мае 2018 года компания Great Wall Motors объявила о запуске нового бренда электромобилей — Ora. Первая модель бренда Ora — iQ, сочетающая в себе черты кроссовера с трёхкорпусным кузовом седан.
Характерные особенности Ora iQ — узкие, продольные фары с вырезами по краям крыльев, а также длинные, цельные задние фонари. В конце 2020 года автомобиль был снят с производства.

## Продажи
Ora iQ был разработан для китайского внутреннего рынка, продажи стартовали в августе 2018 года. За 2019 год было продано 10300 единиц.

## Технические характеристики
Ora iQ оснащался аккумулятором ёмкостью 46,57 кВт⋅ч и электродвигателем мощностью 163 л. с. и крутящим моментом 280 Н⋅м. До 100 км/ч автомобиль разгоняется за 7,7 секунды. Максимальная скорость — 150 км/ч.